# Love You To Death
A Love You To Death a negyedik kislemez a Starset Vessels 2.0 című albumáról, a Bringing It Down (Version 2.0), a Die for You (Starset-dal) és a Starlight után. A Love You To Death, ami egy Type O Negative-feldolgozás, 2018 szeptemberében jelent meg kislemezként. Ez volt az együttes karrierjének első száma, amely eredetileg más előadótól származott.